# Stockach
Stockach è un comune tedesco di 17 490 abitanti, situato nel land del Baden-Württemberg, nel circondario di Costanza.

## Geografia
Stockach è situata nella regione dell'Hegau, a circa 4 km a nord-ovest del Lago di Costanza, a 13 km a nord di Radolfzell e 25 a nord-ovest di Costanza.
Il comune include la città capoluogo e le seguenti 10 frazioni:
- Espasingen
- Hndelwangen
- Hoppetenzell
- Mahlspüren im Hegau
- Mahlspüren im Tal

- Seelfingen
- Raithaslach
- Wahlwies
- Winterspüren
- Zizenhausen

## Storia
I Conti di Nellenburg fondarono Stockach nel XIII secolo, che ottenne lo status di "città" nel 1283. Nel 1401 il Langraviato di Nellenburg possedeva, oltre a Stockach, le città di Engen, Tengen, Radolfzell, 125 villaggi, 9 abbazie e 4 stazioni postali.
I Conti di Nellenburg si estinsero nel 1422 e le loro proprietà furono acquistate dalla Casa d'Asburgo nel 1465; da allora Stockach fu parte dell'Austria Anteriore fino al 1805. Durante la Guerra sveva del 1499 le truppe della Repubblica delle Tre Leghe assediarono la città ma non riuscirono ad espugnarla.
Una volta scoppiata la Guerra di successione spagnola, l'elettore Massimiliano II Emanuele di Baviera mise a ferro e fuoco Stockach. Nel corso delle Guerre rivoluzionarie francesi della Seconda Coalizione furono combattute due battaglie tra la Prima Repubblica francese e la monarchia asburgica nel 1799 e nel 1800. Nel 1810 Stockach venne definitivamente annessa al Granducato di Baden.
Durante la Seconda guerra mondiale, Stockach fu bersaglio di due raid aerei il 22 e 25 febbraio 1945, come parte dell'Operazione Alleata Clarion, una joint venture congiunta tra Forze Armate USA e Royal Air Force. I bombardieri sganciarono bombe in entrambi i giorni. Gli obiettivi degli attacchi erano l'area della stazione e la fabbrica di macchine Fahr, dove venivano prodotti carri armati ottenuti per fusione.
Dal 1939 al 1º gennaio 1973 la città fu capoluogo del circondario omonimo (Landkreis Stockach).

## Amministrazione

### Gemellaggi
- La Roche-sur-Foron, dal 1972